# Дуракам здесь не место
Дуракам здесь не место — экспериментальный документальный фильм Олега Мавроматти и Po 98, смонтированный из фрагментов видеоблога инвалида Сергея Астахова, записей самоубийств и аварий из интернета. Фильм вышел в январе 2015 года.

## История
Идея фильма возникла в 2014 году во время общения с Ро 98, партнёром Мавроматти по созданию компьютерной игры «Зелёный слоник. Стерео». В определённый момент Ро 98 включил ему видео с Сергеем Астаховым, после чего они стали в шутку использовать фразы Сергея и подражать его голосу. Вскоре Ро 98 предложил Мавроматти сделать фильм с участием Сергея Астахова.

## Сергей Астахов
Сергей Дмитриевич Астахов (3 марта 1984—25 июля 2016) — блогер, снимавший видеоблог с 27 июля 2010 года. Инвалид II группы, родился и жил в Москве с родителями. Также в его видео присутствуют мать Ирина Николаевна Астахова (21 февраля 1965—30 июня 2014), отчим Эдуард Иванович Бурдужан (род. 27 ноября 1971) и девушка Анна Анатольевна Бондарец (25 марта 1970—8 января 2021). Также он заявлял о своей гомосексуальности.
Сергей Астахов скончался в возрасте 32 лет. Информация о кончине появилась на странице Facebook режиссёра Анатолия Ульянова, снимавшего первый 20-минутный документальный фильм «Моё новое православное видео» (2013), который был смонтирован из подкастов Астахова.

## Критика
- 17 января 2015 года Анатолий Ульянов, автор фильма «Моё новое православное видео» про Сергея Астахова обвинил Мавроматти в плагиате[6]. В ответ на это Олег Мавроматти ответил, что знал о существовании данной видеоподборки, но не считает её фильмом[2]. Также ещё до премьеры фильм был раскритикован за издевательство над инвалидом и русофобию[7]. После выхода фильма отношение к нему резко изменилось[1][4][8][9][10].